# Schildlein
Das Schildlein, auch Schildchen oder Schild, ist in der Heraldik ein Heroldsbild oder eine Wappenfigur, zusätzlich im eigentlichen Wappenschild.

## Als Heroldsbild
Zum einen ist das Schildlein ein Heroldsbild, also ein grundlegendes Formelement.
Hierbei handelt es sich um einen kleinen Schild, der nur die Höhe eines Balkens und die Breite eines Pfahles hat. Er ist ledig, also nur in Farbe. Er darf keine weiteren Heroldsbilder oder gemeine Figuren haben. Aufgefasst wird er als ein sehr breiter Bord und liegt wappenmittig.
Erfolgt dennoch eine Belegung im Schildlein, wird daraus ein Herzschild oder Mittelschild und ist als solches zu beschreiben.
Das Schildlein kann auch an anderer Stelle als mittig stehen, dann wird es zunehmend zum eigenständigen
Wappenbild. Es kann dann auch in größerer Anzahl im Wappenschild vorkommen, dann ist die Stellung pfahlweise, balkenweise, schragenweise oder zwei über eins (2:1) u.s.f. zu beschreiben, bis hin zu besät/bestreut, also als Flächendekoration ohne genaue Anordnungsvorschrift. Die genaue Form (mehr als zehn Formen wie französischer, deutscher, englischer, polnischer, spanischer Schild usw.) ist manchmal nicht vorgegeben, sondern folgt lokalem Brauch, oft – wie das einfache mittige Schildchen – der Form des Wappenschilds selbst. Die Schildform und -neigung ist nicht Teil des Blason, da sie oft durch die Zeiten wie auch die Helmart (Topf-, Kübel-, Bügel- oder Turnierhelm) variiert. Die Formen Rundschild und Rautenschild als Schildchen sind hier nicht möglich, da sie heraldisch betrachtet Kugeln respektive Rauten sind. Es bleibt einfach dargestellt, kann aber ein weiteres Wappen tragen („Wappen im Wappen“) – dann sind auch letztere Formen möglich.

Preußischer Adler und märkisches Schachbrett (Gelsenkirchen, DE, bis 1928)
Oben nebeneinander zwei silberne Dreiecksschilde (Neuenstadt am Kocher, DE)
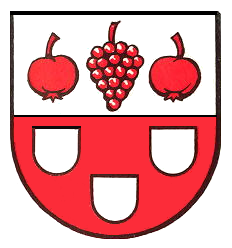
Drei Schildlein (2:1) gestellt (hier spanisch, Hößlinsülz, DE)

Die Kombination mit anderen Waffen oder Rüstungsteilen liegt nahe.

## Als Wappenfigur
Außerdem kann der Schild als solcher eine eigenständige Wappenfigur sein, ebenso kann eine Wappenfigur mit einem Schild ausgestattet sein, im Besonderen entweder ein Ritter, oder der Adler mit dem Brustschildchen. Hierbei ist auch eine detaillierte Darstellung möglich.

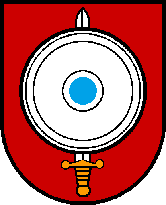
Ein Schwert, überdeckt durch einen silbernen Rundschild mit blauem Schildbuckel (redend: Schildorn, AT)
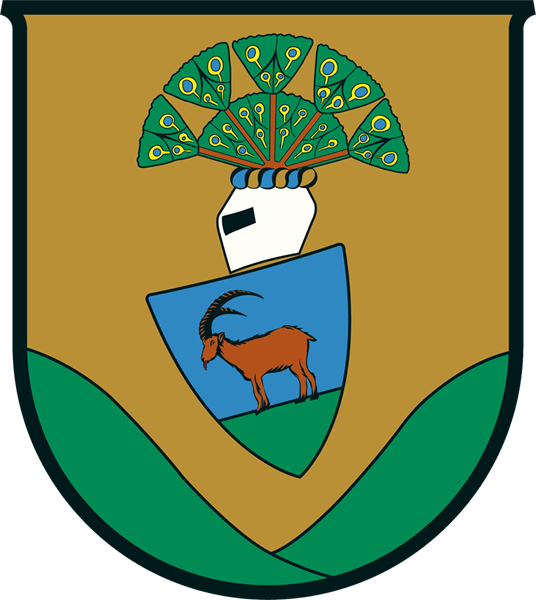
Schwebend (Figur berühren nicht den Schildrand) das Wappen der Herren von Wartenfels (als Vollwappen, genau blasoniert; Thalgau, AT)
Rot-weiß-rote Bindenschildchen (drei an der Brücke, je eins bei zwei Rittern; Vöcklabruck, AT)